# 원자 질량

여기서 나타낸 리튬-7 원자는 양성자 3개, 중성자 4개, 전자 3개로 이루어져 있다(전자의 총 질량은 핵의 질량의 ~1/4300에 해당한다). 이 원자의 질량은 7.016 u이다. 드물게 존재하는 리튬-6 (질량은 6.015 u) 원자는 오직 3개의 중성자 만을 가지고 있기 때문에 리튬의 원자량은 6.941 u으로 줄어든다.

원자 질량(原子質量, atomic mass ma)은 원자의 질량이다. 단위는 결합이 없는 안정한 상태의 탄소-12 원자 질량의 1/12을 1u로 정의한 원자 질량 단위(原子質量單位, 기호: u, Da)를 사용한다. 원자들의 대부분의 질량은 원자핵의 양성자와 중성자가 차지하고 그 값은 질량수에 근접한다.
원자 질량을 원자질량단위로 나누어 순수한 수 비율을 만들 때, 원자의 원자 질량은 상대 동위 원소 질량이라고 불리는 무차원수(無次元數)가 된다. 이와 같이 탄소-12 원자의 원자 질량은 12 u 또는 12 Da 이고 탄소-12 원자의 상대 동위 원소 질량은 단순히 12로만 표현한다.
원자 질량 또는 상대 동위원소 질량은 단일 입자의 질량이며 근본적으로 원자량(原子量), 표준 원자량(기호: Ar)와는 다르다. 둘 다 원소 표본에 대한 자연 상태 원자의 수학적 평균치이며 1 u 로 나누었기 때문에 무차원 수이다. 대부분의 원소들은 하나 이상의 안정된 핵종(核種)을 가진다. 원소들의 각 핵종들이 다른 질량을 가지기 때문에 이 원소들에 대한 평균치는 원소에 존재하는 서로 다른 핵종들의 혼합비에 의존한다. 샘플의 공급원에 따라 이 값은 어느 정도 제한(표준 원자량이라고 하는 값을 설정)된다. 대조적으로 원자 질량은 각각의 입자 종과 관계가 있다. 같은 종류의 원자들은 동일하기 때문에 원자 질량 수치는 변화가 전혀 없을 것이다. 그러므로 원자 질량 수치는 보통 원자량보다 더 많은 유효숫자(有效數字)를 포함한다. 표준 원자량은 각 원소의 동위 원소들의 존재비에 대한 원자 질량과 관계가 있고, 대개 존재비가 가장 큰 동위 원소의 원자 질량과 거의 같은 값이다.
원자, 이온 또는 원자핵의 원자 질량은 결합 에너지 손실에 의해 그들의 구성요소인 양성자, 중성자 그리고 전자들의 질량합보다 약간 작다.

## 상대 동위 원소 질량
상대 동위 원소 질량은 탄소-12 원자의 질량을 12로 설정하였을 때 주어진 동위 원소의 질량에 대한 상대치이다.
상대 동위 원소 질량은 원자 질량이 원자 질량 단위으로 표기될 때 같은 수치를 가진다는 점에서 유사하다. 두 개념의 유일한 차이점은 상대 동위원소 질량은 단위가 없는 순수한 숫자라는 것이다. 이러한 단위의 상실은 탄소-12 원자를 표준으로 하여 그 비율을 나타내었기 때문이다. 그리고 "상대 동위원소 질량"에서 "상대"의 단어는 위의 {\displaystyle {\ce {^{12}_{6}C}}} 원자에 대한 상대 척도를 나타낸다.
예를 들어, {\displaystyle {\ce {^{12}_{6}C}}} 원자의 상대 동위 원소 질량 은 정확히 12이다. 이와 비교하여, {\displaystyle {\ce {^{12}_{6}C}}} 원자의  원자 질량은 정확히 12 Da 또는 12 u이며 {\displaystyle {\ce {^{12}_{6}C}}} 원자의  원자 질량은 1.66 x 10−27 kg 과 같이 다른 단위로도 표현할 수 있다.
{\displaystyle {\ce {^{12}_{6}C}}} 원자 이외의 핵종은 자연수 값의 상대 동위 원소 질량을 갖지 않는다. u 또는 Da 로 표현된 핵종도 마찬가지로 {\displaystyle {\ce {^{12}_{6}C}}} 원자 이외에는 자연수 값을 갖지는 않지만 항상 자연수에 가깝다.

## 유사 용어 및 부연 설명
원자 질량과 상대 동위 원소 질량은 혼동하기 쉽다. 또한 올바르게 사용되지 않을 때가 종종 있다. 상대 원자 질량의 동의어인 표준 원자량, 표준화 된 원자량이라는 의미에서 특별한 종류의 원자량)과 같이 혼동할 수 있다. 그러나 앞서 언급했듯이, 원자량과 표준 원자량은 단일 핵종 원소가 아닌 원소 샘플의 동위 원소 존재도에 대한 평균치인 것이다. 그런 식으로, 원자량과 표준 원자량은 대개 원자 질량 이나 상대 동위 원소 질량과는 수치적으로 다르며 이 값들이 통일된 원자 질량 단위로 표현되지 않았을 때 원자 질량과는 다른 단위를 가질 수 있다.
원자 질량은 한번에 하나의 동위원소 또는 핵종의 원자의 질량으로 정의되며 존재도에 대한 가중 평균치가 아니다. 그러므로 화학 원소의 동위 원소나 핵종의 원자 질량 또는 상대 동위 원소 질량은 매우 정밀하게 측정할 수 있는 숫자이다. 그러한 핵종의 모든 시료들은 다른 시료들과 정확하게 동일할 것으로 예상되고 같은 에너지 준위의 모든 원자들의 핵종에 대한 모든 시료들 또한 다른 시료들과 정확히 동일할 것으로 예상되기 때문이다. 예를 들어, 산소-16의 모든 원자들은 다른 모든 {\displaystyle {\ce {^{16}_{8}O}}}의 원자들과 정확히 동일한 원자 질량을 가질 것으로 예상된다.
단일 핵종 원소이거나 하나의 주요 동위 원소를 갖는 많은 원소의 경우, 가장 일반적인 동위 원소의 원자 질량과 (표준) 상대 원자 질량 또는 (표준) 원자량 간의 실제 수치 유사성 또는 그 차이는 작거나 심지어는 없으며 대부분은 계산에 영향을 미치지 않는다. 그러나 이러한 오류는 단일 핵종으로 고려하지 않을 때 존재할 수 있으며 중요할 수도 있다.
하나 이상의 동위 원소를 갖는 비(非) 단일 핵종 원소들의 경우에는 상대 동위 원소 질량으로부터 상대 원자 질량(원자량) 간의 수치적 차이는 질량 단위의 절반 이상일 수 있다(예컨대, 염소 (원소)의 경우에는 원자량과 표준 원자량은 거의 35.45 이다). 드물게 동위 원소의 원자 질량은 상대 원자 질량, 원자량 또는 표준 원자량과 조금 다를 수 있다.
통일된 원자 질량 단위로 표현된 원자 질량(즉, 상대 동위 원소 질량)은 {\displaystyle {\ce {^{12}_{6}C}}} 원자를 제외하곤 항상 2가지 이유 때문에 그 값이 자연수에 근접해있다.
- 양성자와 중성자는 다른 질량을 가지며 핵종마다 그 비율이 다르다.
- 그들의 결합 에너지 때문에 원자 질량이 감소한다.

원자 질량에 대한 질량수(핵자수)의 비율은 1H는 1.00782505, 56Fe는 0.99884로 다양하다.
핵자간 결합 에너지로 인한 질량 결함은 실험적으로, 동등한 수의 자유 핵자들의 질량 합 보다 작은 비율(1% 미만)이다. {\displaystyle {\ce {^{12}_{6}C}}} 원자는 핵자당 평균 질량을 비교해보면 이는 다른 원자들에 비해 상당히 강하게 결합되어있다. 대부분의 원자들의 결합에 대한 질량의 결함은 매우 작은 부분이다. 자유로운 양성자들과 중성자들은 매우 작은 질량 차이가 있다(대략 0.00014 u). 원자 질량 단위로 주어진 상대 동위 원소 질량이나 원자 질량을 가장 가까운 자연수로 반올림하면 항상 핵자 수 또는 질량수가 산출된다. 덧붙여, 중성자의 수는 질량수(핵자 수)에서 양성자 수(원자 번호)를 차감하여 도출 할 수 있다.

## 원자 질량 결함과 결합 에너지 곡선

일반 동위 원소의 핵자당 결합 에너지 곡선. 질량수와 원자 질량 사이의 비율 그래프는 유사할 것이다.

{\displaystyle {\ce {Z}}} 개의 양성자와 {\displaystyle {\ce {N}}} 개의 중성자로 원소 {\displaystyle {\ce {X}}}를 만든다면 결손된 질량은 다음과 같다.
{\displaystyle \Delta =ZM_{p}+NM_{N}-M_{X}}
이 값은 모든 핵에 대하여 항상 양의 값이다. 또한 핵의 질량은 양성자와 중성자를 합한 것보다 작다는 것이다. 결손된 질량에 빛의 상수를 제곱한 값을 곱하여 에너지 단위(E=mc2)를 산출해낸다면, Δc2 가 되고 이것이 핵의 결합 에너지이다. 결합 에너지를 핵자의 수에 대하여 정규화한다면, 아래의 식으로 표현할 수 있다.
{\displaystyle \Delta {c^{2}}/(N+Z)}
핵자의 수에 대한 결합 에너지의 곡선은 작은 원자 질량에서는 가파르게 상승한다. 40 이상의 질량수를 가지는 핵은 9 MeV 조금 아래까지 완만하게 상승하다가 56Fe 원소에서부터 점차 감소함을 알 수 있다. 결합 에너지 생성에 대해서는 두가지 부류가 있다. 두 개의 가벼운 핵이 결합되어 결합 에너지 곡선에서 더 높은 결합 에너지를 가지는 무거운 핵을 만드는 핵융합 반응과 하나의 무거운 핵으로부터 각 핵당 높은 결합 에너지를 가지는 두 개의 가벼운 핵을 만드는 핵분열 반응이다.
질량수에 대한 원자 질량(단위: Da)의 비율은 탄소-12의 경우 1 로 정의되고, 그 이후로 최저치인 56Fe까지 감소한다(58Fe 과 62Ni 만 조금 더 큰 값을 가진다.). 그 후, 무거운 동위 원소들은 원자 번호가 증가함과 동시에 그 값 또한 증가한다. 이 결과로부터, 지르코늄보다 무거운 원소의 핵분열은 에너지를 만들어 내고, 나이오븀보다 가벼운 원소들은 에너지를 필요로 한다. 다른 한편으로는 스칸듐보다 가벼운 원소 2 개의 핵융합(헬륨은 제외)은 에너지를 만들어 내고, 칼슘보다 무거운 원소들은 에너지를 필요로 한다.
| 질량수에 대한 원자 질량의 비율 (원자 질량을 질량수로 나눈 값) | 질량수에 대한 원자 질량의 비율 (원자 질량을 질량수로 나눈 값) | 질량수에 대한 원자 질량의 비율 (원자 질량을 질량수로 나눈 값) | 질량수에 대한 원자 질량의 비율 (원자 질량을 질량수로 나눈 값) |
| ------------------------------------------------------------- | ------------------------------------------------------------- | ------------------------------------------------------------- | ------------------------------------------------------------- |
| 1H                                                            | 1.00782505                                                    | 14N                                                           | 1.0002195718                                                  |
| 2H                                                            | 1.0070508885                                                  | 16O                                                           | 0.9996821637                                                  |
| 3H                                                            | 1.0053497592                                                  | 56Fe                                                          | 0.9988381696                                                  |
| 3He                                                           | 1.0053431064                                                  | 210Po                                                         | 0.9999184462                                                  |
| 4He                                                           | 1.0006508135                                                  | 232Th                                                         | 1.0001640315                                                  |
| 6Li                                                           | 1.0025204658                                                  | 238U                                                          | 1.0002133958                                                  |
| 12C                                                           | 1                                                             |                                                               |                                                               |

## 원자 질량의 측정 방법
원자들의 질량에 대한 비교와 측정은 질량 분석법(Mass spectrometry, MS)을 통해 이루어진다.

## 원자 질량 단위와 그램 사이의 환산인자
거시적 수량에서 물질의 양을 정량화하는데 사용되는 국제단위계(SI)는 몰(mole, 단위 mol)이며 {\displaystyle {\ce {^{12}_{6}C}}} 12 g에 함유되는 원자의 수로 정의한다. 1 몰에 해당하는 입자의 수를 아보가드로 수(Avogadro's number)라고 부르며, 대략 6.0221415×1023이다.
1 몰의 물질은 항상 그 물질의 몰 질량 또는 원자량을 거의 정확하게 포함한다. 그러나 자연 발생 원소인가에 따라서 원자 질량은 그렇지 않을 수 있다. 예를 들어, 철의 원자량은 55.847 g/mol 이고, 지구상에서 흔히 발견되는 철 1 몰은 55.847 그램의 질량을 가지고 있다. 56Fe 동위 원소의 원자 질량은 55.935 u 이고 1 몰의 56Fe 원자들은 이론상 55.935 g의 질량을 가지나, 순수한 56Fe의 이러한 수치들은 지구상에서는 찾을 수가 없다. 그러나, 지구상에서 찾을 수 있는 오직 하나만의 동위 원소를 가지는 22가지의 단일 핵종 원소(일반적으로, 베릴륨, 플루오린, 나트륨과 알루미늄)들과 이 원소들의 원자량과 원자 질량은 같다. 따라서 이러한 원소들은 원자 질량 값의 표준 기준으로 사용할 수 있다.
단일 원자에 대하여 원자 질량 단위와 국제단위계 사이의 환산식은 다음과 같다.
{\displaystyle 1u={\frac {M_{u}}{N_{A}}}={\frac {1g/mol}{N_{A}}}}
{\displaystyle M_{u}}는 몰 질량 상수, {\displaystyle N_{A}}는 아보가드로 수이다.

## 같이 보기
- 원자량
- 질량수
- 동위 원소